# Nolana mollis
Nolana mollis ist eine Pflanzenart aus der Gattung Nolana in der Familie der Nachtschattengewächse (Solanaceae).

## Beschreibung
Nolana mollis ist ein kugelförmig wachsender ausdauernder Halbstrauch oder eine einjährige krautige Pflanze. Die Pflanze wächst aufrecht oder niederliegend, verzweigt und ist dicht belaubt. Sie ist mit drüsigen und nichtdrüsigen, einfachen Trichomen behaart. Die Laubblätter stehen wechselständig, sind sukkulent, 0,3 bis 1 cm lang und linealisch-spatelförmig bis bandförmig, der Blattrand kann zurückgebogen sein. Der Blattstiel ist sehr kurz.
Die Blüten stehen einzeln in den Achseln oder in spiralförmigen Zymen an 0,8 bis 1,2 cm langen Blütenstielen. Der Kelch ist 0,4 bis 1 cm lang, glockenförmig und mit fünf ungleichförmigen, aufrechtstehenden, linealisch zugespitzten Zähnen besetzt. Die Krone ist behaart, 0,8 bis 2,4 cm lang, weiß bis lila gefärbt und röhrenförmig-tunnelförmig. Die Staubblätter sind ungleich, es treten zwei längere und drei kürzere auf. Die Basis der Staubfäden kann behaart sein. Der Blütenboden ist scheibenförmig. Der Griffel ist gynobasisch und mit einer Länge von etwa 1,5 cm in etwa genauso lang wie die kürzeren Staubfäden. Die Narbe ist köpfchenförmig.
An der Frucht vergrößert sich der Kelch. Die Früchte bestehen aus drei bis acht ungleich gestalteten Teilfrüchten.

## Vorkommen
Nolana mollis kommt in den chilenischen Regionen Antofagasta bis Atacama vor und wächst dort auf Dünen.